# Покорни, Алоис
Алоис Покорни (Alois Pokorny; 22 мая 1826, Йиглава — 29 декабря 1886, Инсбрук) — австрийский ботаник.

## Биография
В 1848 г. окончил Венский университет со специализацией в области права, однако затем предпочёл занятия естествознанием и поступил практикантов в Королевский ботанический кабинет. В 1855 г. защитил диссертацию в Гёттингенском университете. С 1857 до 1868 г. читал географию растений в Венском университете. В 1864 году Покорни занял место директора городской реальной гимназии в Вене (где у него учился, в частности, Зигмунд Фрейд). Особенно известны составленные Покорни иллюстрированные школьные учебники ботаники, зоологии и минералогии. Научные труды Покорни касаются по преимуществу бриологии, фенологии, морфологии листа, флористики и изучения торфяников. Был вице-президентом Австрийского ботанического общества. В честь Алоиса Покорни назван один из переулков Вены.